# 교황 요한 6세
교황 요한 6세(라틴어: Ioannes PP. VI, 이탈리아어: Papa Giovanni VI)는 제85대 교황(재위: 701년 10월 30일 ~ 705년 1월 11일)이다.
요한 6세는 에페소스 태생의 아나톨리아인이다. 교황 세르지오 1세가 선종한 후 2개월 후에 교황으로 선출되어 착좌하였다.

## 교황
요한 6세는 동로마 황제 티베리우스 3세가 이탈리아로 파견한 라벤나 총독 테오필락투스에게 호의를 표시함으로써 그가 로마인들을 상대로 폭력을 행사하는 것을 미연에 방지하였다. 요한 6세의 중재로 이탈리아에서의 소요가 진정되어 테오필락투스는 신변의 안전을 보장받을 수 있었으며, 이탈리아 시민들 역시 마찬가지였다.
요한 6세는 또한 대화와 뇌물을 동원하여 베네벤토 공작이자 랑고바르드족인 기술프에게 동로마 제국의 영토에서 철수하게 만드는데 성공하였다. 일부 문헌에 의하면, 기술프가 군대를 이끌고 캄파니아 교외지역을 파괴한 다음에 로마의 성벽 앞에 야영지를 건설하였는데, 요한 6세에 의해 스스로 퇴각하였다고 한다.
요한 6세 재위기간 중에 일어난 또 다른 중요한 사건은 바로 랑고바르드족의 왕인 아리페르트 2세가 본래 교회의 영토였던 코티엔느 산맥을 반환한 일이었다. 그리고 성 안드레아 대성당에는 새 독경대를 설치하고 성 마르코 성당의 제대에는 새 제대포를 만들어 씌우고, 산 파올로 성당의 제대 양쪽 옆에 있는 기둥 사이에 얇은 천을 덮는 등의 굵직한 사업들이 진행되었다. 교회 행정 면에서 요한 6세는 보니파시오를 교황의 고문으로 임명하는 등 동방 출신들을 대거 로마 교회에 영입하였다.
704년 요크의 윌프리드 주교가 70세가 되던 해에 주교직에서 쫓겨나는 사건이 일어났다. 이에 그는 로마로 가서 요한 6세에게 자신의 처지를 호소하며 탄원하였다. 윌프리드는 654년과 679년에 로마를 방문하였으며, 당시 로마 교회 조직이 그리스인들로 점진적으로 채워져가는 변화를 목격하였다. 윌프리드 주교의 탄원에 요한 6세는 그의 문제를 다루기 위해 시노드를 소집했는데, 당시 시노드가 그리스어로 진행되었기 때문에 윌프리드 주교는 언어적 문제로 힘들어했다. 그럼에도 불구하고, 시노드에서 진정성을 인정받은 윌프리드는 709년 선종하기 전에 자신의 주교좌로 돌아가 명예를 되찾을 수 있었으며, 이 때 교황의 지시를 전하기 위해 머시아의 애설레드 국왕에게 교황의 친서를 가지고 잉글랜드로 갔다.
사후 시신은 성 베드로 대성전에 안장되었다.